# Nanomantinae
Nanomantinae – podrodzina modliszek z podrzędu Eumantodea i rodziny Nanomantidae.
Rodzaj nominatywny występuje w krainach orientalnej i australijskiej, zaś pozostałe rodzaje tylko w tej pierwszej.

## Taksonomia i ewolucja
W 1893 roku przez Karl Brunner von Wattenwyl wyróżnił grupę Nanomantes. W systemie Ermanna Giglio-Tosa z 1919 roku znalazła się ona w podrodzinie Iridopteriginae w obrębie modliszkowatych, a w systemie  Antona Handlirscha z 1930 roku w podrodzinie Mantinae w tej samej rodzinie.  W systemie Reinharda Ehrmanna i Rogera Roya z 2002 roku występowała w obrębie Iridopterigidae podrodzina Nanomantinae z plemionami Fulcinini i Nanomantini. W systemie Christiana J. Schwarza i Rogera Roya z 2019 roku plemiona te mają rangę osobnych podrodzin, Fulciniinae i Nanomantinae, w obrębie szerzej zdefiniowanych Nanomantidae.
Do podrodziny tej zalicza się 12 opisanych gatunków, sklasyfikowanych w sześciu rodzajach:
- Miromantis Giglio-Tos, 1927
- Nanomantis Saussure, 1871
- Ormomantis Giglio-Tos, 1915
- Oxymantis Werner, 1931
- Parananomantis Mukherjee, 1995
- Sceptuchus Hebard, 1920

O siostrzanej relacji Fulciniinae i Nanomantinae świadczyć ma obecność w użyłkowaniu przedniej pary skrzydeł (tegmin) wypełnionej gęstym siateczkowaniem przestrzeni utworzonej pomiędzy gwałtownie się za pterostigmą rozbiegającymi żyłkami RP+M i CuA, przy czym cecha ta uległa wtórnej redukcji lub zanikowi w niektórych liniach. Synapomorfie samych Nanomantinae nie są znane, a rodzaj Nanomantis uznany został przez Schwarza i Roya za takson polifiletyczny.